# Haesin
Haesin (해신?, 海神?, HaesinLR; lett. "Dio del mare", nota anche con il titolo internazionale Emperor of the Sea) è una serie televisiva sudcoreana trasmessa su KBS2 dal 24 novembre 2004 al 25 maggio 2005 e basata sull'omonimo romanzo di Choi In-ho, incentrato sulla figura dell'eroe navale Jang Bogo vissuto nel periodo di Silla unificato.

## Trama
Da umile schiavo, Jang Bogo riesce a raggiungere la carica di comandante della marina di Silla unificato, scontrandosi contro i pirati e con la dama Jami, una nobile che ambisce ai diritti commerciali sul mare meridionale. Nel suo percorso, Jang Bogo è sostenuto dall'amico Yeom Jang, con cui però si contende l'amore della bella Jung-hwa.

## Personaggi e interpreti
- Jang Bogo, interpretato da Choi Soo-jong e Baek Sung-hyun (da giovane)
- Dama Jami, interpretata da Chae Shi-ra
- Yeom Jang, interpretato da Song Il-kook e Hong Hyun-ki (da giovane)
- Jung-hwa, interpretata da Soo Ae

## Produzione
Il budget si è aggirato intorno ai 15 miliardi di won, tra i più alti dell'epoca. Le riprese si sono svolte per due mesi in diverse location in Cina, tra cui Shanghai, Shandong e la zona desertica vicino all'Asia centrale.
Per il ruolo di Yeom Jang era stato scelto inizialmente Han Jae-suk, ma quando emerse che aveva evitato la leva militare con mezzi fraudolenti, venne sostituito da Song Il-kook a riprese già iniziate. Song, all'epoca ancora un esordiente, venne suggerito ai produttori da Chae Shi-ra, interprete della dama Jami, che ci aveva lavorato insieme in Aejeong-ui jogeon nella primavera 2004.

## Accoglienza
Gli ascolti di Haesin hanno iniziato a salire un mese dopo l'inizio della trasmissione, superando il 30% di share e facendo della serie uno dei programmi più visti dal pubblico. Il set nella contea di Wando è diventato una meta turistica gettonata vista la popolarità della fiction.

## Riconoscimenti
- International Emmy Award[9]
  - 2005 – Candidatura Miglior serie televisiva drammatica in Asia, Africa e Medio Oriente
- KBS Drama Award[10]
  - 2005 – Premio all'alta eccellenza (attori) a Choi Soo-jong
  - 2005 – Premio all'eccellenza (attrici) a Soo Ae
  - 2005 – Premio all'eccellenza (attori) a Song Il-kook
  - 2005 – Premio popolarità a Song Il-kook
  - 2005 – Miglior coppia a Song Il-kook e Soo Ae
- Seoul International Drama Award[11]
  - 2006 – Miglior serie e lungometraggio
  - 2006 – Miglior fotografia